# Georg Friedrich Breitenbach
Georg Friedrich Breitenbach (* 1605 in Heidelberg; † 30. Juli 1685 in Erfurt) war oberster Ratsmeister und kaiserlicher Postmeister in der Stadt Erfurt.

## Leben

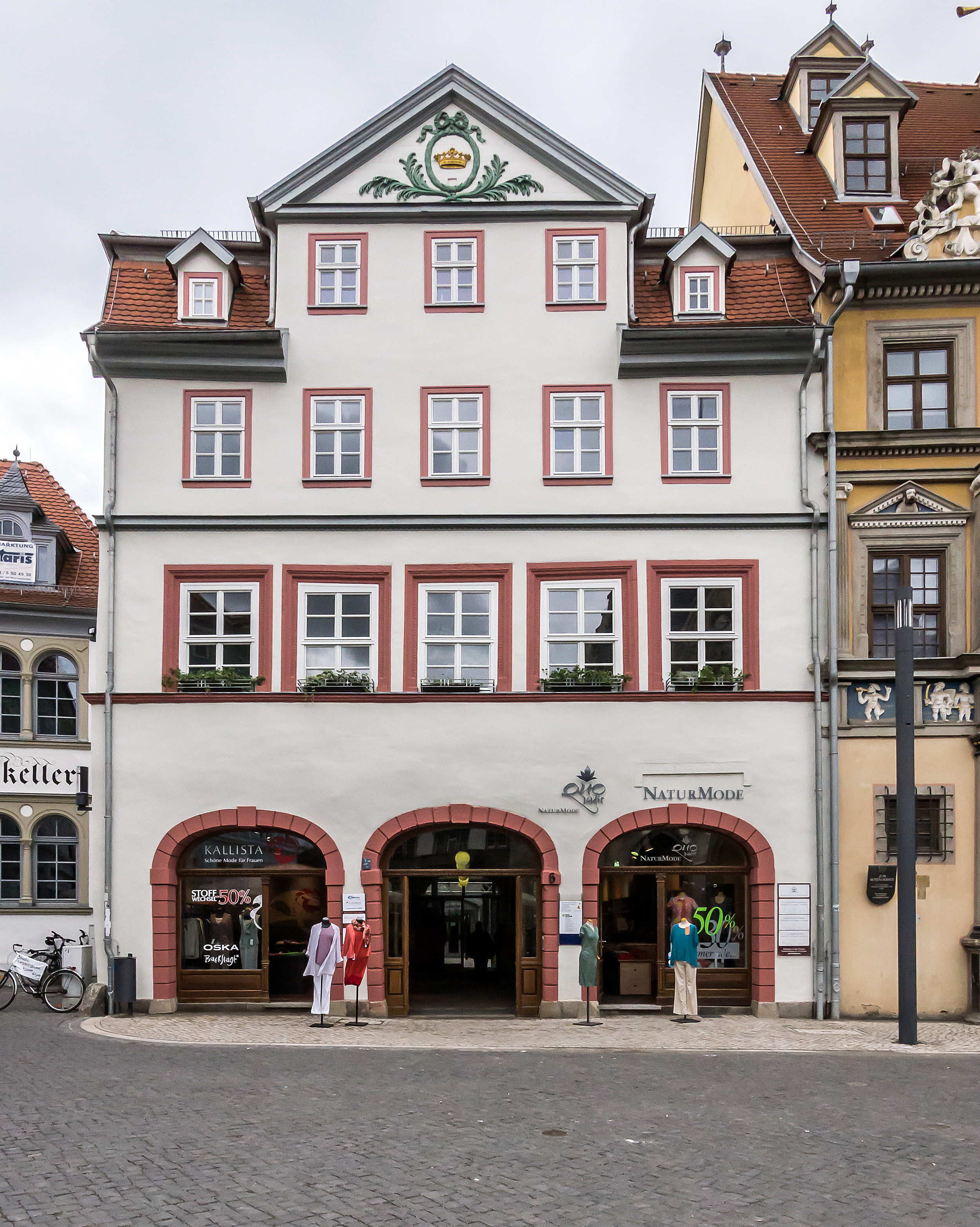
Erfurt, Fischmarkt 6 – Wohn- und Arbeitsstätte von Georg Friedrich Breitenbach

Breitenbach stammte aus Heidelberg und kam 1622 nach Erfurt, wo er im Jahre 1636 heiratete und das kaiserliche Postamt übernahm.
Ab 1648 bewohnte er in Erfurt das Haus zur Güldenen Krone, heute Fischmarkt 6, das fortan bis zum Jahre 1683 als kaiserliches Posthaus genutzt wurde. Dort ließ er 1644 auch eine Zeitung für Erfurt und Umgebung drucken.
Breitenbach verstand es als Postmeister, die Gunst des Erfurter Bürgers Hiob Rudolph von Utzberg zu erwerben, der der letzte lebende Vertreter seines Adelsgeschlechtes war und über umfangreichen Besitz verfügte. Noch zu Lebzeiten erreichte er, dass ihm der Kurfürst Johann Georg II. von Sachsen in den Jahren 1670 und 1674 schriftlich die Anwartschaft auf die zu Udestedt und Walschleben befindlichen kursächsischen Lehnstücke ausstellte, falls Hiob Rudolph von Utzberg ohne männliche Lehnserben sterben sollte. Der Todesfall trat am 7. Dezember 1677 ein. Die Leiche Utzbergs war noch nicht bestattet, da wandte sich Breitenbach bereits an den Kurfürsten von Sachsen mit dem Antrag auf Belehnung mit den Utzberg’schen Lehnstücken in Udestedt und Walschleben. Die Belehnung erfolgte 1678.
Er war mit Anna Maria geborene Ziegler (1621–1676) verheiratet, starb mit 80 Jahren als Wittwer und hinterließ neben Töchtern als Lehnserben die beiden Söhne Hieronymus Friedrich und Johann Carl Breitenbach. Ersterer trat in die Fußstapfen des Vaters und wurde wie dieser Postmeister in Erfurt. Hieronymus Friedrich Breitenbach starb als kaiserlicher Postmeister am 8. Mai 1725 in Erfurt und hinterließ drei Söhne.
Seine Tochter Regina Sophie Breitenbach (* 7. Oktober 1640; † 27. September 1676) war ab 1663 die erste Ehefrau des Lyrikers, Dramatikers, Schriftstellers, Gelehrten und Sprachwissenschaftlers Kaspar von Stieler.